# Blayne Weaver
Blayne Nutron Weaver (Bossier City, 9 de abril de 1976) é um ator, roteirista, diretor de cinema, produtor cinematográfico e dublador norte-americano. Um dos destaques de sua carreira foi a dublagem do personagem Peter Pan em algumas produções da Walt Disney Company na década de 2000.

## Primeiros anos e educação
Nascido em 1976 em Bossier City, Luisiana, Weaver cresceu fazendo teatro comunitário. Aos oito anos, juntou-se a um grupo de teatro infantil em Shreveport, Peter Pan Players, onde interpretava Michael, personagem da obra Peter Pan. Aos 18 anos, mudou-se para Nova Iorque e, oito mesese depois, para Los Angeles, Califórnia. Estudou em Nova Iorque e também frequentou a Santa Monica College (Santa Mônica, Califórnia) entre 1997 e 1999, a British American Drama Academy (Universidade de Oxford, Inglaterra) em 1998 e graduou-se em literatura inglesa na Universidade da Califórnia em Los Angeles, onde cursou inglês e ciência política de 1999 a 2001.

## Carreira

### 1993-1998: Primeiros trabalhos na televisão
Enquanto ainda estava no ensino médio, Weaver foi escalado para o telefilme The Flood: Who Will Save Our Children? (NBC, 1993), gravado na Austrália. Em 1995, interpretou um dos filhos do personagem de Tommy Lee Jones no telefilme de faroeste The Good Old Boys (TNT). Continuou atuando na televisão ao longo da década de 1990, aparecendo em alguns episódios de séries, entre as quais JAG, ER e Chicago Hope, bem como no filme televisivo Winchell (1998).

### 2001-2006:Peter Pane trabalhos iniciais como cineasta
No início da década de 2000, Weaver recebeu a proposta de um teste para o elenco de vozes do filme de animação Return to Never Land, da Disney. Ele inicialmente queria interpretar um dos Garotos Perdidos da trama, mas acabou conseguindo o papel principal de Peter Pan, dublado originalmente por Bobby Driscoll. O filme foi lançado em 2002, porém, Weaver começou a dublar o personagem ainda em 2001 num especial de Natal protagonizado por Mickey Mouse e lançado em vídeo. O ator continuou fornecendo a voz para Peter Pan em outros filmes da Disney e atrações nos parques temáticos da empresa, incluindo bonecos e espetáculos em Tóquio.
Nessa época, ele coescreveu o filme Manic, estrelado por Joseph Gordon-Levitt e Don Cheadle, que estreou no Festival Sundance de Cinema em 2001. Com seu amigo de infância Brandon Barrera, o ator fundou em 2004 a produtora Secret Identity Productions (SIP), cujo primeiro lançamento foi o curta-metragem Losing Lois Lane (2004), sobre um Superman deprimido; foi a estreia de Weaver, que também escreveu e atuou no filme, como diretor. Além disso, ele estrelou, roteirizou e dirigiu o primeiro longa-metragem da SIP, a comédia Outside Sales (2006), lançada no circuito dos festivais de cinema e distribuída em vídeo nos Estados Unidos pela Echo Bridge Entertainment.

### 2007-presente: Cinema independente e outros projetos
Em 2007, Weaver interpretou o protagonista na peça teatral Anon, encenada na Echo Theater Company, em Los Angeles. Ele continuou desenvolvendo vários projetos de cinema independente com sua produtora. Escreveu e dirigiu Weather Girl (2009), uma comédia romântica de baixo orçamento com Tricia O'Kelley, Mark Harmon, Jon Cryer e Jane Lynch no elenco; exibido em vários festivais, o filme teve lançamento comercial limitado e foi disponibilizado mundialmente na televisão e em DVD. O próximo longa, 6 Month Rule (2011), escrito, dirigido e atuado por Weaver, foi estrelado por Martin Starr, Jaime Pressly, John Michael Higgins e Dave Foley.
Em 2015, roteirizou e dirigiu Cut to the Chase, lançado em 2016, um longa no qual ele interpretou um ex-presidiário que procura a irmã sequestrada no submundo criminoso de Shreveport. Também atuou no longa Where We're Meant to Be, um drama que foi bem recebido nos festivais; o desempenho de Weaver rendeu-lhe uma indicação a Melhor ator no Eastern NC Film Festival. Em 2019, ele dirigiu Santa Girl, filme original da Netflix sobre a filha do Papai Noel, Cassie Claus (Jennifer Stone), querendo descobrir o mundo apesar da pressão de seu pai (Barry Bostwick) para que ela assuma os negócios da família; a produção estreou no Alamo Drafthouse Cinema em Winchester, Virgínia. Em 2020, Weaver coescreveu American Pie Presents: Girls' Rules, o primeiro filme da série American Pie a ser protagonizado por mulheres.

## Filmografia

### Cinema
| Ano  | Título                                                      | Diretor | Roteirista | Produtor  | Ator | Papel               | Notas                    | Ref.          |
| ---- | ----------------------------------------------------------- | ------- | ---------- | --------- | ---- | ------------------- | ------------------------ | ------------- |
| 2001 | Manic                                                       |         | Sim        |           | Sim  | Charlie             |                          | [ 16 ]        |
| 2001 | Mickey's Magical Christmas: Snowed in at the House of Mouse |         |            |           | Voz  | Peter Pan           | Diretamente em vídeo     | [ 17 ]        |
| 2002 | Return to Never Land                                        |         |            |           | Voz  | Peter Pan           |                          | [ 18 ]        |
| 2003 | Mickey's PhilharMagic                                       |         |            |           | Voz  | Peter Pan           | Curta-metragem           | [ 17 ] [ 19 ] |
| 2004 | The Lion King 1½                                            |         |            |           | Voz  | Peter Pan           | Diretamente em vídeo     | [ 17 ]        |
| 2004 | Losing Lois Lane                                            | Sim     | Sim        | Executivo | Sim  | Clark Kent/Superman | Curta-metragem           | [ 17 ] [ 20 ] |
| 2006 | Outside Sales                                               | Sim     | Sim        | Executivo | Sim  | Kirk Hastings       |                          | [ 21 ]        |
| 2008 | Damn You Stephen Hawking                                    |         |            |           | Sim  | Stephen Hawking     | Curta-metragem           | [ 22 ]        |
| 2008 | The Prince & Me 3: A Royal Honeymoon                        |         | Sim        |           |      |                     | Diretamente em vídeo     | [ 23 ]        |
| 2009 | Weather Girl                                                | Sim     | Sim        |           | Sim  | William             |                          | [ 18 ]        |
| 2009 | The Prince & Me: The Elephant Adventure                     |         | Sim        |           |      |                     |                          | [ 18 ]        |
| 2011 | 6 Month Rule                                                | Sim     | Sim        |           | Sim  | Tyler               |                          | [ 18 ]        |
| 2011 | The FP                                                      |         |            |           | Sim  | Frentista           |                          | [ 23 ]        |
| 2011 | Honey 2                                                     |         | Sim        |           |      |                     |                          | [ 16 ]        |
| 2012 | Love, Gloria                                                |         |            |           | Sim  | Jackson             | tcc.: Pretty Bad Actress | [ 21 ] [ 24 ] |
| 2012 | Junk                                                        |         |            |           | Sim  | Eugene              |                          | [ 23 ]        |
| 2013 | Deep Dark Canyon                                            |         |            |           | Sim  | Tom Cavanaugh       |                          | [ 23 ]        |
| 2013 | Favor                                                       |         |            |           | Sim  | Kip Desmond         |                          | [ 18 ]        |
| 2015 | Rag Doll                                                    |         |            |           | Sim  | Homem               | Curta-metragem           | [ 25 ]        |
| 2015 | In Progress                                                 |         |            |           | Sim  | Jonas               | Curta-metragem           | [ 26 ]        |
| 2016 | Where We're Meant to Be                                     |         |            |           | Sim  | Charlie McIntire    |                          | [ 21 ]        |
| 2016 | Cut to the Chase                                            | Sim     | Sim        |           | Sim  | Max Chase           |                          | [ 21 ]        |
| 2016 | Hard Sell                                                   |         |            |           | Sim  | Tim                 |                          | [ 18 ]        |
| 2019 | Ghosted                                                     | Sim     | Sim        |           | Sim  | Ben                 | Curta-metragem           | [ 2 ] [ 27 ]  |
| 2019 | Santa Girl                                                  | Sim     |            | Sim       |      |                     | Original Netflix         | [ 18 ] [ 13 ] |
| 2019 | The In-Between                                              |         |            | Sim       |      |                     |                          | [ 21 ]        |
| 2020 | GetAWAY                                                     | Sim     | Sim        | Sim       |      |                     |                          | [ 21 ]        |
| 2020 | American Pie Presents: Girls' Rules                         |         | Sim        |           | Sim  | Mr. Sawyer          | Diretamente em vídeo     | [ 15 ] [ 23 ] |
| 2021 | Prime of Your Life                                          |         |            |           | Sim  | Mitchell            | Curta-metragem           | [ 28 ]        |
| 2021 | Hit                                                         | Sim     |            |           | Sim  |                     | Curta-metragem           | [ 2 ]         |
| 2021 | Cupid for Christmas                                         | Sim     |            | Sim       | Sim  | Fred                |                          | [ 21 ] [ 29 ] |

### Televisão
| Ano  | Título                                 | Papel                            | Notas                                            | Ref.   |
| ---- | -------------------------------------- | -------------------------------- | ------------------------------------------------ | ------ |
| 1993 | The Flood: Who Will Save Our Children? | Jeff Bowman                      | Telefilme                                        | [ 18 ] |
| 1995 | The Good Old Boys                      | Tommy Calloway                   | Telefilme                                        | [ 18 ] |
| 1995 | JAG                                    | Soldado Douglas                  | Episódio: "War Cries"                            | [ 30 ] |
| 1997 | ER                                     | Jeffrey                          | Episódio: "You Bet Your Life"                    | [ 30 ] |
| 1998 | Chicago Hope                           | Luke Serone                      | Episódio: "Broken Hearts"                        | [ 17 ] |
| 1998 | Beyond Belief: Fact or Fiction         |                                  | Episódio: "The Chalkboard"                       | [ 17 ] |
| 1998 | Winchell                               | Caddy                            | Telefilme                                        | [ 17 ] |
| 2002 | House of Mouse                         | Peter Pan                        | Voz                                              | [ 17 ] |
| 2002 | Mds                                    | Aluno de medicina do segundo ano | Episódio: "Time of Death"                        | [ 17 ] |
| 2004 | The King of Queens                     | D.J.                             | Episódio: "Precedent Nixin'"                     | [ 30 ] |
| 2004 | NCIS                                   | Suboficial Darrell Baum          | Episódio: "The Good Wives Club"                  | [ 17 ] |
| 2008 | The Middleman                          | Dean Schon                       | Episódio: "The Manicoid Teleportation Conundrum" | [ 31 ] |
| 2018 | Gone                                   | Padre Beiler                     | Episódio: "Secuestrado"                          | [ 32 ] |

### Documentários
| Ano  | Título             | Notas  | Ref.   |
| ---- | ------------------ | ------ | ------ |
| 2009 | Official Rejection | Elenco | [ 33 ] |

### Jogos eletrônicos
| Ano  | Título                | Dublagem  | Ref.   |
| ---- | --------------------- | --------- | ------ |
| 2005 | Kingdom Hearts II     | Peter Pan | [ 17 ] |
| 2011 | Disneyland Adventures | Peter Pan | [ 34 ] |
| 2015 | Disney Infinity 3.0   | Peter Pan | [ 34 ] |

## Prêmios e indicações
| Ano  | Premiação                              | Categoria                        | Obra                    | Resultado | Ref.   |
| ---- | -------------------------------------- | -------------------------------- | ----------------------- | --------- | ------ |
| 2006 | DeadCenter Film Festival               | Filme Narrativo                  | Outside Sales           | Venceu    | [ 35 ] |
| 2009 | DeadCenter Film Festival               | Filme Narrativo                  | Weather Girl            | Venceu    | [ 36 ] |
| 2009 | Vail Film Festival                     | Melhor Filme                     | Weather Girl            | Venceu    | [ 37 ] |
| 2012 | Omaha Film Festival                    | Prêmio do Júri de Melhor Filme   | 6 Month Rule            | Venceu    | [ 38 ] |
| 2012 | Hill Country Film Festival             | Melhor Ator                      | 6 Month Rule            | Venceu    | [ 39 ] |
| 2012 | Hill Country Film Festival             | Melhor Filme                     | 6 Month Rule            | Venceu    | [ 39 ] |
| 2016 | Hill Country Film Festival             | Melhor Diretor                   | Cut to the Chase        | Venceu    | [ 40 ] |
| 2016 | Philadelphia Independent Film Festival | Melhor Diretor                   | Cut to the Chase        | Venceu    | [ 40 ] |
| 2016 | Northeast Film Festival                | Melhor Diretor de Longa-metragem | Cut to the Chase        | Venceu    | [ 41 ] |
| 2016 | Northeast Film Festival                | Melhor Ator em Longa-metragem    | Cut to the Chase        | Venceu    | [ 41 ] |
| 2016 | Eastern NC Film Festival               | Melhor Ator Coadjuvante          | Where We're Meant to Be | Indicado  | [ 12 ] |
| 2019 | Louisiana Film Prize                   | Top 5 Films                      | Ghosted                 | Venceu    | [ 42 ] |